# Lönngården
Lönngården is een deelgebied (Delområde) in het stadsdeel Södra Innerstaden van de Zweedse stad Malmö. Het gebied werd gebouwd tussen 1930 en 1950. Het stadsplan werd gemaakt door Zweedse stedenbouwkundige Erik Bülow-Hube.